# Classique héritage de la LNH 2016
Match précédent Match suivant
La Classique héritage de la LNH 2016 est un match de hockey sur glace disputé en extérieur le 23 octobre 2016 au Investors Group Field à Winnipeg, dans la province de Manitoba au Canada. Ce match oppose les Jets de Winnipeg aux Oilers d'Edmonton.
Les Oilers remportent ce match 3-0 devant 33 240 spectateurs. Cam Talbot est nommé première étoile du match après avoir blanchit les Jets en bloquant tous leurs tirs, soit 31 arrêts réalisés.

## Effectifs
| No | Joueur              | Position       |
| -- | ------------------- | -------------- |
| 2  | Andrej Sekera       | Défenseur      |
| 4  | Kris Russell        | Défenseur      |
| 6  | Adam Larsson        | Défenseur      |
| 14 | Jordan Eberle       | Ailier droit   |
| 15 | Tyler Pitlick       | Centre         |
| 19 | Patrick Maroon      | Ailier gauche  |
| 25 | Darnell Nurse       | Défenseur      |
| 27 | Milan Lucic         | Ailier gauche  |
| 29 | Leon Draisaitl      | Centre         |
| 33 | Cam Talbot          | Gardien de but |
| 44 | Zack Kassian        | Ailier droit   |
| 50 | Jonas Gustavsson    | Gardien de but |
| 51 | Anton Lander        | Centre         |
| 55 | Mark Letestu        | Centre         |
| 62 | Eric Gryba          | Défenseur      |
| 67 | Benoît Pouliot      | Ailier gauche  |
| 77 | Oscar Klefbom       | Défenseur      |
| 93 | Ryan Nugent-Hopkins | Centre         |
| 97 | Connor McDavid      | Centre         |
| 98 | Jesse Puljujärvi    | Ailier droit   |

| No | Joueur                | Position       |
| -- | --------------------- | -------------- |
| 4  | Paul Postma           | Défenseur      |
| 7  | Ben Chiarot           | Défenseur      |
| 12 | Drew Stafford         | Ailier droit   |
| 13 | Brandon Tanev         | Ailier gauche  |
| 16 | Shawn Matthias        | Centre         |
| 17 | Adam Lowry            | Ailier gauche  |
| 26 | Blake Wheeler         | Ailier droit   |
| 27 | Nikolaj Ehlers        | Ailier gauche  |
| 29 | Patrik Laine          | Ailier droit   |
| 33 | Dustin Byfuglien      | Défenseur      |
| 34 | Michael Hutchinson    | Gardien de but |
| 37 | Connor Hellebuyck     | Gardien de but |
| 39 | Tobias Enström        | Défenseur      |
| 40 | Joel Armia            | Ailier droit   |
| 44 | Joshua Morrissey      | Défenseur      |
| 55 | Mark Scheifele        | Centre         |
| 57 | Tyler Myers           | Défenseur      |
| 81 | Kyle Connor           | Ailier gauche  |
| 85 | Mathieu Perreault     | Centre         |
| 91 | Aleksandr Bourmistrov | Centre         |

## Feuille de match
| 23 octobre 2016 | Winnipeg | 0-3 (0-0, 0-3, 0-0) | Edmonton | Investors Group Field 33 240 spectateurs |

| Feuille de match  | Feuille de match | Feuille de match | Feuille de match                                                                                                  | Feuille de match                                                        |
| ----------------- | ---------------- | ---------------- | --- | ----------------------------------------------------------------------- |
|                   | -                | 0-1 0-2 0-3      | Letestu — 29 min 24 s (IN) Nurse (McDavid, Kassian) — 31 min 10 s Kassian (Pouliot, Nugent-Hopkins) — 37 min 16 s | Arbitrage : Gord Dwyer, François St-Laurent Vaughan Rody, Ryan Galloway |
| Connor Hellebuyck | Gardiens         | Cam Talbot       | | Arbitrage : Gord Dwyer, François St-Laurent Vaughan Rody, Ryan Galloway |
| 4 min             | Pénalités        | 8 min            | | Arbitrage : Gord Dwyer, François St-Laurent Vaughan Rody, Ryan Galloway |
| 31                | Tirs             | 32               | | Arbitrage : Gord Dwyer, François St-Laurent Vaughan Rody, Ryan Galloway |